# (874) Rotraut
(874) Rotraut – planetoida z pasa głównego asteroid okrążająca Słońce w ciągu 5 lat i 223 dni w średniej odległości 3,16 au. Została odkryta 25 maja 1917 roku w Landessternwarte Heidelberg-Königstuhl w Heidelbergu przez Maxa Wolfa. Nazwa pochodzi prawdopodobnie od poematu Schön Rotraut niemieckiego poety Eduarda Mörikego. Przed nadaniem nazwy planetoida nosiła oznaczenie tymczasowe (874) 1917 CC.